# Yongwei Times Square
Le Yongwei Times Square est un gratte-ciel en construction à Xi'an en Chine. Il s'élèvera à 212 mètres. Son achèvement est prévu pour 2020. 